# Journal of Chemical Physics
The Journal of Chemical Physics är en tidskrift med syfte att täcka in de många områden där både kunskap om både fysik och kemi är relevant. Den har publicerats sedan januari 1933.
Bland annat berörs material, polymerer och biologiska makromolekyler.
Tidskriftens impact factor 2012 var 3,164 enligt Thomson ISI.